# Akaflieg München Mü 10
Die Akaflieg München Mü 10 „Milan“ ist ein Segelflugzeug der studentischen Fliegergruppe Akaflieg München und gilt als der erste komplette Eigenentwurf von Egon Scheibe. Er begründete mit dem bespannten Stahlrohrrumpf die sogenannte Münchner Schule, die den Segelflugzeugbau stark beeinflusste. Sie gilt als eine der erfolgreichsten Konstruktionen der studentischen Gruppe.

## Geschichte
Anfang der 1930er-Jahre wollte die Akaflieg München ein zweisitziges Leistungssegelflugzeug bauen. Das Flugzeug wurde von Egon Scheibe entworfen, der später auch die erfolgreiche Akaflieg Mü 13 konstruierte und die Scheibe-Flugzeugbau GmbH gründete. Die Konstruktionsarbeiten waren 1932 abgeschlossen und 1934 erfolgte der erfolgreiche Erstflug durch Egon Scheibe persönlich. Im Anschluss konnten mit dem Flugzeug zahlreiche Erfolge erzielt werden, wie beispielsweise Streckenrekorde und Alpenüberquerungen sowie den überlegenen Gesamtsieg beim 18. Rhön-Segelflugwettbewerb 1937. Gegen Ende des Krieges wurde das Flugzeug dem Deutschen Museum übergeben, wo es den Zweiten Weltkrieg fast schadlos überstand.
Da nach der Zulassung des Segelflugsports durch die Alliierten Anfang der 1950er-Jahre die Studenten der Akaflieg München ein zweisitziges Schulungsflugzeug benötigten, wurde die Mü 10 „Milan“ wieder aus dem Deutschen Museum geholt und instand gesetzt. Es wurde mit dem Kennzeichen D-1001 als erstes Flugzeug in Bayern wieder zugelassen, bevor es 1962 nach über 25 Betriebsjahren und 1800 Flugstunden endgültig dem Deutschen Museum übergeben wurde. Heute kann es in der Flugwerft Schleißheim, einer Außenstelle des Deutschen Museums, besichtigt werden.

## Konstruktion
Der Rumpf des freitragenden Schulterdeckers besteht aus einem mit Stoff bespannten verschweißten Stahlrohrgerüst, während die trapezförmigen Flächen aus Holz gefertigt wurden. Als Profil wurde auf ein selbst entwickeltes Mü-Profil gesetzt, das auf viel Auftrieb bei niedrigen Geschwindigkeiten ausgelegt war. Der Passagier sitzt in dem Hochdecker direkt unter dem Flügel und kann über eine Schwenktür auf der linken Seite ein- und aussteigen. Diese Tür wurde teilweise auch bei der Landung als zusätzliche Bremsklappe verwendet. Eine weitere Besonderheit besteht in dem unsymmetrisch geteilten Flügel.

## Varianten
Mit der Mü 24 „Milan II“ gab es nach dem Krieg Planungen für eine verbesserte Version der Mü 10. Das Flugzeug sollte aerodynamisch verbessert und die unsymmetrische Flügelteilung aufgegeben werden. Das Projekt wurde aber nie verwirklicht.

## Technische Daten
| Kenngröße             | Daten                                     |
| --------------------- | ----------------------------------------- |
| Besatzung             | 2                                         |
| Spannweite            | 17,80 m                                   |
| Länge                 | 6,75 m (9,20 m mit beigeklappten Flächen) |
| Höhe                  | 1,50 m                                    |
| Flügelfläche          | 20,00 m²                                  |
| Flügelstreckung       | 15,85                                     |
| Flächenbelastung      | 18,25 kg/m²                               |
| geringstes Sinken     | 0,65 m/s bei 50 km/h                      |
| Rüstmasse             | 185 kg                                    |
| Zuladung              | 180 kg                                    |
| max. Startmasse       | 365 kg                                    |
| Höchstgeschwindigkeit | 180 km/h                                  |
| Gleitzahl             | 22 bei 70 km/h                            |